# أدريان هودجز
أدريان هودجز (بالإنجليزية: Adrian Hodges)‏ هو كاتب سيناريو بريطاني، ولد في 4 فبراير 1957 في لندن في المملكة المتحدة.

## وصلات خارجية
- أدريان هودجز على موقع IMDb (الإنجليزية)
- أدريان هودجز على موقع ألو سيني (الفرنسية)
- أدريان هودجز على موقع أول موفي (الإنجليزية)
- أدريان هودجز على موقع قاعدة بيانات الأفلام السويدية (السويدية)
- أدريان هودجز على موقع قاعدة بيانات الفيلم (الإنجليزية)
- أدريان هودجز على موقع كينوبويسك (الروسية)